# Милинзи
Милинзи су били јужнословенско племе које је насељавало грчко полуострово Пелопонез због добрих пољопривредних услова од 6. века, претежно планинске венце Тајгетоса (грч. Ταΰγετος), на западним странама архипелага. Бавили су се углавном земљорадњом и сточарством. У њиховом суседству је живело словенско племе Језераца.
Пелопонез је пуних двеста осамнаест година (од 587. до 805. године) био под словенском влашћу. 805. године је избио устанак Словена на Пелопонезу против византијске власти. Том приликом је остварен први историјски евидентиран контакт Словена и Арапа на Балканском полуострву, када је у помоћ устаницима дошла арапска, исто непријатељ Византије флота, која је напала византијску луку Патрас (Πατραι), али напад се, као и цео устанак завршио неуспехом.
Пелепонески Словени су и након пораза одбијали да прихвате византијско хришћанство, па је међу Милинзима било раширено богумилско учење, о чему сведочи помињање цркве Милинга на Сабору у Сен Феликсу 1167. године.
Милинзи су опстали до 16-17. века када је процес асимилације завршен.